# Sei Raja
Sei Raja is een bestuurslaag in het regentschap Tanjung Balai van de provincie Noord-Sumatra, Indonesië. Sei Raja telt 2312 inwoners (volkstelling 2010).